# Metlika
Metlika es una localidad eslovena perteneciente a la región de Eslovenia Sudoriental.
Se encuentra en el margen izquierdo del río Kolpa, junto a la frontera con Croacia, y es una de las localidades más importantes de la Carniola Blanca.
Su nombre proviene de la flora local eslovena del género chenopodium. El nombre alemán de la localidad es Möttling.

## Historia
La evidencia arqueológica ha demostrado que la zona estuvo habitada desde tiempos prehistóricos. Aproximadamente desde 1205 se incorporó a la Marca Imperial de Carniola y se le concedieron privilegios de ciudad en 1335. Fue atacada con frecuencia durante las incursiones otomanas en los siglos XV y XVI. En el siglo XVII sufrió un terremoto y en 1705 toda la ciudad quedó reducida a cenizas en un gran incendio.
El castillo de Metlika es un castillo originario del siglo XV situado sobre la parte antigua de la ciudad. Fue reconstruido a principios del siglo XVIII después del incendio de la ciudad y después de un segundo incendio en 1790. El castillo fue confiscado después de la Segunda Guerra Mundial y convertido en museo local. El museo incluye la Galería Kambič, con pinturas de artistas eslovenos.
La iglesia parroquial de la ciudad está dedicada a San Nicolás y pertenece a la Diócesis de Novo Mesto. Fue construida en el sitio de un edificio del siglo XIV, después del incendio de 1705, en el estilo barroco. El obispo Frederic Baraga trabajó aquí como vicario durante varios años antes de partir hacia los Estados Unidos y Canadá.
Otras iglesias de la ciudad están dedicadas a San Martín, también construida en el siglo XVIII, y San Roque, construida en 1858. También hay una iglesia católica griega, una de las dos únicas iglesias de este rito en Eslovenia. Fue construido en 1903 y está dedicado a los Santos Cirilo y Metodio.